# Europastraße 851
Die Europastraße 851 (kurz: E 851) ist eine Europastraße der Kategorie B, die eine südliche Variante durch Albanien zur Europastraße 80 und zur Europastraße 65 zwischen Petrovac na moru und Pristina darstellt. Sie führt durch Montenegro, Albanien und Kosovo.
Albanien ist erst seit 2006 Mitglied des European Agreement on Main International Traffic Arteries (AGR; Europäisches Übereinkommen über die Hauptstraßen des internationalen Verkehrs) vom 15. November 1975, das die Europastraßen regelt. Es ist die einzige Route, die auch im offiziellen Regelwerk durch Albanien führt, ist aber in der offiziellen Karte nicht verzeichnet, obwohl schon 1975 festgelegt. Die Strecke innerhalb Albaniens ist aber zumindest teilweise als „E 762“ ausgeschildert, in Kartenwerken als Europastraße verzeichnet und in vielen offiziellen Dokumenten aufgelistet.

## Verlauf

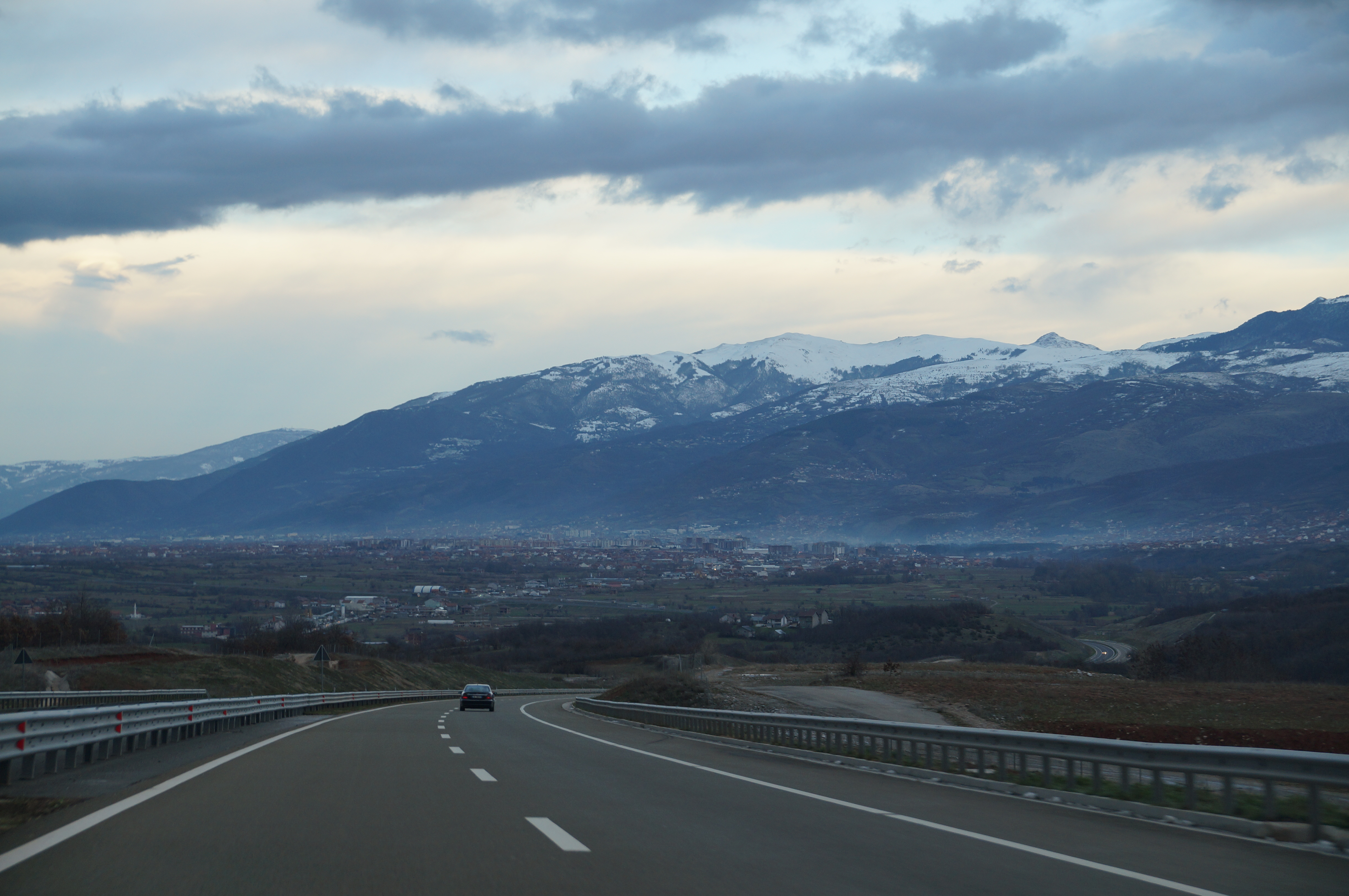
E 851 bei Prizren östlich der albanisch-kosovarischen Grenze

Die E 851 zweigt in Petrovac an der montenegrinischen Adriaküste von der E 80 ab, die sich dort ins Landesinnere nach Osten wendet. Als Nationalstraße 2-4 folgt sie weiter der Küste über Bar nach Ulcinj. Ab hier ist der Lückenschluss über die Grenze und weiter nach Shkodra/Albanien noch nicht erfolgt.
In Albanien ist der Verlauf durch das Bergland im Norden des Landes nicht genau festgelegt. Früher folgte die Europastraße dem direkten Verlauf der Nationalstraße SH5 über Puka nach Kukës. Heute bietet sich der bequemere Umweg auf der Nationalstraße SH1 nach Milot und von dort über die neue Autobahn A1 nach Kukës an. Die Strecke auf der SH1 teilt sie sich mit der E 762.
In der Folge überquert die Straße bei Morina die kosovarisch-albanische Grenze (Grenzübergang Morina/Vërmica) und führt über Prizren nach Pristina, wo sie wieder auf die E 80 und E 65 trifft. Den größten Teil der Strecke bildet die Autobahn R 7.